# ريكي أيتاماي
ريكي أيتاماي (بالفرنسية: Ricky Aitamai)‏ (22 ديسمبر 1991 بتاهيتي في فرنسا - ) هو لاعب كرة قدم فرنسي في مركز الهجوم. شارك مع منتخب تاهيتي لكرة القدم. أما مع النوادي، فقد لعب مع A.S. Vénus ‏.

## روابط خارجية
- ريكي أيتاماي على موقع قاعدة بيانات كرة القدم.إي يو (الإنجليزية)
- ريكي أيتاماي على موقع ناشيونال فوتبول تيمز (الإنجليزية)